# Didymoplexiella borneensis
Didymoplexiella borneensis är en orkidéart som först beskrevs av Rudolf Schlechter, och fick sitt nu gällande namn av Leslie Andrew Garay. Didymoplexiella borneensis ingår i släktet Didymoplexiella och familjen orkidéer. Inga underarter finns listade i Catalogue of Life.